# Monhystera anomala
Monhystera anomala is een rondwormensoort uit de familie van de Monhysteridae. De wetenschappelijke naam van de soort is voor het eerst geldig gepubliceerd in 1937 door Schneider.